# Iulius Placidus
Iulius Placidus war ein römischer Militärtribun.
Während des Vierkaiserjahres 69 n. Chr. diente Placidus im Stab des Marcus Antonius Primus in der Armee Vespasians. Tacitus überliefert, dass es Placidus war, der bei der Einnahme Roms durch die Flavier als tribunus cohortis den Stoßtrupp anführte, der zum Palast des Vitellius vordrang. Er verhaftete den Kaiser und führte ihn durch die Straßen Roms, wobei er Vitellius folterte und den Schmähungen der Plebs aussetzte. Ein Soldat des Vitellius, der seinem Herrn zu Hilfe kommen wollte, schlug Placidus ein Ohr ab.